# Battleship Potemkin
A Battleship Potemkin a Pet Shop Boys 2005-ben kiadott albuma, amelyet a Patyomkin páncélos című némafilm kísérőzenéjének szántak.

## Tracklista
1. "'Comrades!'" – 3:52
2. "Men and maggots" – 4:57
3. "Our daily bread" – 0:52
4. "Drama in the harbour" – 9:00
5. "Nyet" – 6:14
6. "To the shore" – 3:12
7. "Odessa" – 6:50
8. "No time for tears" – 4:32
9. "To the battleship" – 4:34
10. "After all (The Odessa Staircase)" – 7:23
11. "Stormy meetings" – 1:31
12. "Night falls" – 5:55
13. "Full steam ahead" – 1:50
14. "The squadron" – 4:24
15. "For freedom" – 3:17